# Torneio Nacional de Debates Universitários
O Torneio Nacional de Debates Universitários, também conhecido pela sigla Tornadu, é a principal competição de debate em Portugal, organizado pelo Conselho Nacional de Debates Universitários, juntamente com as diferentes sociedades de debate do País, de forma rotativa.

## Formato
O Torneio Nacional de Debates Universitários segue o modelo parlamentar britânico, que consiste na discussão de uma moção, feita por quatro duplas: duas a favor e duas contra. As posições, assim como a moção, são sorteadas e cada dupla tem 15 minutos para prepararem os seus casos após a revelação a moção, na qual se segue o debate propriamente dito, em que cada pessoa tem 7 minutos para fazer o seu discurso. Cada debate é avaliado por uma mesa de adjudicação, responsável por decidir qual a dupla mais persuasiva, através da avaliação da argumentação.
Em termos de formato, consiste em cinco rondas, uma semifinal, uma final de iniciados e uma final geral, distribuídos por três dias.
Ao contrário dos restantes torneios de debate competitivo em Portugal, participam no Tornadu equipas que representam a sua universidade.

## Edições
| Ano  | Local     | Dias               | Organização | Dupla vencedora                            | Universidade       | Ref.                      |
| ---- | --------- | ------------------ | ----------- | ------------------------------------------ | ------------------ | ------------------------- |
| 2012 | Porto     | 24-26 de fevereiro | SdDUP       | Tiago Laranjeiro e Ricardo Pereira         | Porto              | [ 1 ] [ 8 ] [ 9 ]         |
| 2013 | Lisboa    | 22-24 de fevereiro | SDAL        | Francisco Amaral e Francisco Nunes Pereira | Porto              | [ 9 ] [ 10 ] [ 11 ]       |
| 2014 | Braga     | 21-23 de fevereiro | ADAUM       | Ângelo Teles e João Azevedo                | Porto              | [ 9 ] [ 12 ]              |
| 2015 | Coimbra   | 20-22 de fevereiro | SDUC        | Sofia Laranjeiro e Tiago Laranjeiro        | Minho              | [ 9 ] [ 13 ]              |
| 2016 | Porto     | 19-21 de fevereiro | SdDUP       | André Rodrigues e Guilherme Sousa          | Porto              | [ 9 ] [ 14 ]              |
| 2017 | Lisboa    | 17-19 de fevereiro | SDAL        | Pedro Gonzalez e Rui Maciel                | Porto              | [ 1 ] [ 9 ] [ 15 ]        |
| 2018 | Braga     | 16-18 de fevereiro | ADAUM       | Duarte Marçal e Luís Melo                  | Lisboa             | [ 9 ]                     |
| 2019 | Coimbra   | 15-17 de fevereiro | SDUC        | Ana Spinelli e Diogo Videira               | Coimbra            | [ 9 ] [ 7 ]               |
| 2020 | Porto     | 21-23 de fevereiro | SdDUP       | Diogo Costa e José Pedro Sousa             | Nova de Lisboa     | [ 9 ] [ 7 ] [ 16 ] [ 17 ] |
| 2021 | Cancelado | Cancelado          | Cancelado   | Cancelado                                  | Cancelado          | Cancelado                 |
| 2022 | Braga     | 4-6 de março       | ADAUM       | Diogo Videira e Filipe Gírio               | Coimbra            | [ 3 ] [ 6 ]               |
| 2023 | Coimbra   | 24-26 de fevereiro | SDUC        | Gabriela Werdan e Ana Cláudia Freitas      | Porto              | [ 4 ] [ 18 ]              |
| 2024 | Porto     | 23-25 de fevereiro | SdDUP       | Ana Cláudia Freitas e Gonçalo Teixeira     | Porto              | [ 19 ] [ 20 ] [ 21 ]      |
| 2025 | Porto     | 21-23 de fevereiro | SdDCP       | Marta Cansado e Margarida Santos           | Católica de Lisboa |                           |

### Vitórias por universidade
| # | Universidade       | Anos                                     |
| - | ------------------ | ---------------------------------------- |
| 7 | Porto              | 2012, 2013, 2014, 2016, 2017, 2023, 2024 |
| 2 | Coimbra            | 2019, 2022                               |
| 1 | Minho              | 2015                                     |
| 1 | Lisboa             | 2018                                     |
| 1 | Nova de Lisboa     | 2020                                     |
| 1 | Católica de Lisboa | 2025                                     |

### Edições por sociedade de debate
| # | Sociedade de debate | Anos                   |
| - | ------------------- | ---------------------- |
| 4 | SdDUP               | 2012, 2016, 2020, 2024 |
| 3 | ADAUM               | 2014, 2018, 2022       |
| 3 | SDUC                | 2015, 2019, 2023       |
| 2 | SDAL                | 2013, 2017             |
| 1 | SdDCP               | 2025                   |